# Izydor Bover Oliver
Izydor Bover Oliver, (hiszp.) Isidoro Bover Oliver (ur. 2 maja 1890 w Vinaròs, zm. 2 października 1936 w Castellón de la Plana) – błogosławiony prezbiter, ofiara prześladowań antykatolickich okresu hiszpańskiej wojny domowej, zamordowany z nienawiści do wiary (łac) odium fidei i uznany przez Kościół katolicki za męczennika, członek Bractwa Kapłanów Robotników od Serca Jezusa.

## Życiorys
Do seminarium duchownego w Tortosie immatrykulowany został przez założyciela kapłańskiego Stowarzyszenia Robotników Diecezjalnych, późniejszego błogosławionego Emanuela Domingo y Sol. Również do samego stowarzyszenia przyjął go Emanuel Domingo y Sol. Po otrzymaniu sakramentu święceń kapłańskich (12 grudnia 1912 r.) realizował swój apostolat w pracy na rzecz aktywizowania środowisk robotniczych do powołań kapłańskich i formacji seminaryjnej jako wykładowca meksykańskich seminariów duchownych w Cuernavaca i Tacubaya (Meksyk), a także wydawca i poligraf. Od 1914 r., po odwołaniu do Hiszpanii pracował w Tortosie kierując wydawaniem magazynu „El Correo Josefino”. Krótko zastępował w Almerii prowadzącego tamtejsze seminarium.
W czasie eskalacji prześladowań katolików, po wybuchu hiszpańskiej wojny domowej, został uwięziony w Castellón i zamordowany pod murem tamtejszego cmentarza 2 października 1936 r..
1 października 1995 roku papież Jan Paweł II, w czasie Mszy świętej na Placu Świętego Piotra w Watykanie dokonał beatyfikacji grupy 45 męczenników wojny domowej w Hiszpanii w której znalazł się Izydor Bover Oliver wraz z ośmioma towarzyszami, członkami Bractwa Kapłanów Robotników od Serca Jezusa.
Szczególnym miejscem kultu Izydora Bover Olivery jest Diecezja Tortosa, zaś miejscem pochówku jest kościół pod wezwaniem „de Reparación” w Tortosie, a atrybutem męczennika jest palma.
W Kościele katolickim wspominany jest w dies natalis (2 października).